# Scandal (film din 1950)
Scandal este un film japonez din 1950, regizat de Akira Kurosawa.